# Phyllophora horvathi
Phyllophora horvathi är en insektsart som beskrevs av Willis Blatchley 1903. Phyllophora horvathi ingår i släktet Phyllophora och familjen vårtbitare. Inga underarter finns listade i Catalogue of Life.